# 催乳素受体
催乳素受体（英語：prolactin receptor）由染色体5p13-14区段的基因编码，作为一种跨膜受体与催乳素相互作用。
它包括一个胞外区以结合催乳素，一个跨膜区，以及一个胞内区域。
该受体属于细胞因子受体，其第二信使信号通过JAK-STAT信号通路、JAK-RUSH信号通路、Ras-Raf-MAPK和PI-3K途径级联放大。
不同组织的催乳素受体可能会有所变化。